# Camryn Rogers
Camryn Rogers (født 7. juni 1999 i Richmond) er en canadisk hammerkaster.

## Karriere
I juli 2018 ved junior-VM i Tampere vandt Rogers guld i hammerkast med et kast på 64,90 meter.
I juli 2022 ved verdensmesterskaberne i Eugene vandt Rogers sølv i hammerkast med et kast på 75,52 meter, hvilket var Canadas første VM-medalje nogensinde i hammerkast. I august 2023 ved verdensmesterskaberne i Budapest vandt hun guld med et kast på 77,22 meter.
Ved OL i 2024 tager hun guldmedaljen med hjem i hammerkast.